# هالتون
هالتون (به انگلیسی: Borough of Halton) یک منطقهٔ مسکونی در بریتانیا است که در چشر واقع شده‌است.

## خواهرخوانده
شهرهای لیریا، مارتسان-هلرسدورف، تانگلینگ و اوستی ناد لابم خواهرخوانده‌های هالتون هستند.